# Agri Bavnehøj
Agri Bavnehøj er en bronzealderhøj der er bygget på et højdepunkt, og ligger på 137 meter over havet ved landsbyen Agri centralt i Nationalpark Mols Bjerge på det sydlige Djursland. Højen stammer fra den tidlige bronzealder 1800 - 1000 år før vor tidsregningen. Agri Bavnehøj er et af de fire mest kendte udsigtspunkter på Syddjursland, og det højeste. De tre andre er Stabelhøje, Trehøje, og Ellemandsbjerg.
I 1930'erne blev det danske lokale koordinatsystem System 34 udviklet. I dette system fik Agri Bavnehøj, som stort set ligger midt i Danmark, koordinaterne (y,x)=(200 km, 200 km) således, at alle koordinater i Danmark blev positive.

## Varslingssystem
Bavnehøj er mere en funktion end et egentligt navn. En bavn er en brændestabel eller et bål, som er placeret et højt beliggende sted i landskabet – en bavnehøj. Ilden fra bålene kunne dermed ses vidt omkring, og udgjorde rygraden i et varslingssystem, hvor Agri Bavnehøj indgik. Ofte anvendte man gravhøje til bavneafbrændinger.
Agri Bavnehøj er en naturlig høj, som blev skabt under istiden for 12.000 år siden. I vikingetiden blev bavnene anvendt som varslingssystem, når fjender nærmede sig kysten. Bavnehøjene blev benyttet som advarselssystem helt op i 1800-tallet – faktisk så sent som i treårskrigen i 1848 -50, der blandt andet omfattede General Rye’s tilbagetrækning ned over Mols til skanseanlægget ved Dragsmur, der ligger 8 kilometer fra Agri Bavnehøj, ved overgangen til halvøen, Helgenæs. Agri Bavnehøj er synlig fra Jylland hen over Aarhus Bugt, såvel som fra Ebeltoft på Syddjursland ud mod Kattegat, foruden fra en god del af det sydlige Djursland. I klart vejr kan man skimte Sjælland fra højen. Agri Bavnehøj ligger under en kilometer øst for to andre markante bronzealderhøje, Stabelhøje 135 o. h. og 132 o.h. Højdeforskellen understreges af, at der er udsyn hele vejen ned til havet i Ebeltoft Vig og Aarhus Bugt.

## Organiseret kult
Agri Bavnehøj er opbygget af omkring 650.000 stykker stablet græs- og lyngtørv og har en højde på 5 - 6 meter. Noget der svarer til afskrælning af tørv fra et areal på op mod 7 hektar.
Bygning af store bronzealderhøje som Agri Bavnehøj er et arbejde, der er udført af mange mennesker med anvendelse af primitive før-jernalder-redskaber. Alligevel kun en brik i skabelsen af de 60.000 kæmpehøje, som er registreret i Danmark. Det er beregnet, at der i ældre bronzealder, 1800 - 500 år før Kristi fødsel, blevet bygget 100 - 150 gravhøje årligt. Noget der vidner om en organiseret, 2500 - 3800 år gammel, før-kristen civilisation med en stærk kultisk-religiøs overbygning.
I den tidlige bronzealder blev høvdinge og andre betydningsfulde personer begravet i gravhøje i en udhulet egestamme. Ofte blev højene benyttet ad flere omgange, så der både kan være tidlige kistebegravelser og senere urnebegravelser i samme høj. Bronzealderen er præget af internationalisering, eksempelvis med import af kobber og tin, som grundlag for bronzefremstilling, foruden eksport, såsom af kvæg. Arkæologer regner med at gravskikkene blev ændret fra kistebegravelser til ligbrænding som konsekvens af international indflydelse. Kendetegnede for bronzealderhøjene er, at der efterhånden blev udvasket et hårdt beskyttende allag med forøget indhold af metaloxider mellem det øverste muldlag og det indre af højene. Allaget fungerer som et lufttæt låg over gravene, der forhindret nedbrydningen af indholdet i gravene inklusive lig og offergaver.

## Faciliteter
Agri Bavnehøj ligger i den fredede og udyrkede del af Nationalpark Mols Bjerge, og er tilgængelige i bil ad små veje til en p-plads med publikumsfaciliteter, herunder infostander, bænke, og toiletbygning. Tur-ridere i Mols Bjerge benytter ofte P-pladsen ved Agri Bavnehøj som p-plads for hestetrailere. Fra pladsen er der en sti op til Agri Bavnehøj.

## Bakker
Vejene omkring Agri Bavnehøj er blandt nogle af Danmark største asfalterede stigninger. Vejen fra Egens i nord mod Agri er den bakke med næstflest højdemeter i Danmark. Agri Bavnehøj udgør det nordligste punkt i et bakkedrag, der strækker sig nedover Låddenbjerg og Langbjerg til Trehøje i syd.

## Galleri
- Det sidste stykke sti til toppen af Agri Bavnehøj
- Agri i Mols Bjerge ligger omkring en lille fredet sø 97 m.o.h. Agri angives som Danmarks højest beliggende landsby med landets højest beliggende sø
- Postament på Agri Baunehøj, ommuret postament, nu som udsigtsplatform med pil der viser punkter i landskabet
- Plade på den murede sokkel
- Agri Baunehøj fra vest